# 2813
2813(이천팔백십삼)은 2812보다 크고 2814보다 작은 자연수다.

## 수학
- 합성수로, 그 약수는 1, 29, 97, 2813이다. 진약수의 합은 127이므로, 2813은 부족수다.
- 피타고라스 삼조의 빗변의 길이이다.
  - {\displaystyle 75^{2}+2812^{2}=2813^{2}}[a]
  - {\displaystyle 212^{2}+2805^{2}=2813^{2}}[b]
- {\displaystyle 2813=37^{2}+38^{2}}
  - 38번째 중심있는 사각수로, 연속하는 두 자연수의 제곱합으로 나타낼 수 있다. 앞의 중심있는 사각수는 2665, 다음은 2965다.
- {\displaystyle 2813=2^{2}+53^{2}}
  - 서로 다른 두 소수(素數)의 제곱합으로 나타낼 수 있는 40번째 반소수다. 이 성질을 지닌 앞의 수는 2642, 다음 수는 2818이다. (OEIS의 수열 A103558)
- {\displaystyle 75^{4}-1}은 2813으로 나누어떨어진다.

## 과학
- NGC 2813: 게자리 방향에 있는 렌즈형은하.
- 2813 자팔라: 소행성.

## 기타
- 연도: 2813년, 기원전 2813년

## 같이 보기
- 2000